# Rivière à la Loutre (rivière Ashuapmushuan)
Pour les articles homonymes, voir Loutre (homonymie) et Rivière à la Loutre.
La rivière à la Loutre est un affluent de la rivière Ashuapmushuan, coulant dans le territoire non organisé de Rivière-Mistassini et dans la municipalité de Saint-Thomas-Didyme, dans la municipalité régionale de comté (MRC) de Maria-Chapdelaine, dans la région administrative de Saguenay–Lac-Saint-Jean, dans la province de Québec, au Canada.
La vallée de la rivière à la Loutre est surtout desservie par des routes forestières notamment la R-0202 dans la partie supérieure,.
La sylviculture constitue la principale activité économique de cette vallée.

## Géographie
La rivière à la Loutre tire sa source à l'embouchure du lac à la Truite (longueur: 1,26 km; altitude: 255 m) situé dans le territoire non organisé de Rivière-Mistassini, à seulement 0,24 m au nord-ouest de la limite de la municipalité de Saint-Thomas-Didyme. Ce lac est alimenté par la décharge d’un ruisseau (venant du nord-ouest) et par la décharge (venant du sud) d'un ensemble de lacs dont le lac Raymond et le lac Carré.
L'embouchure du lac à la Truite est située en zone forestière dans le territoire de Rivière-Mistassini, à:
- 5,1 km à l’ouest du Lac à Jim;
- 13,5 km au nord-ouest du centre du village de Saint-Thomas-Didyme;
- 11,1 km au nord de l'embouchure de la rivière à la Loutre;
- 47,9 km au nord-ouest du centre-ville de Saint-Félicien[2].

À partir de l'embouchure du Lac à la Truite, la rivière à la Loutre coule sur 10,5 km, avec une dénivellation de 75 m, entièrement en zone forestière, selon les segments suivants:
- 5,4 km d'abord vers l’est sur environ 240 mètres jusqu'à un coude de rivière correspondant à un ruisseau (venant du nord); puis vers le sud en formant quelques serpentins, puis en traversant le lac fourchu (longueur: 1,6 km en forme de bâton de hockey dont le manche est orienté vers le sud; altitude: 242 m), jusqu'à son embouchure. Note: Le lac Fourchu reçoit du côté nord-ouest la décharge du Lac à la Loutre;
- 3,5 km vers le sud dans une vallée encaissée en traversant en fin de segment un lac (longueur: 0,3 km en forme de beigne comportant une île en plein centre; altitude: 223 m), jusqu'à son embouchure;
- 1,6 km vers le sud-est, en recueillant la décharge (venant du nord) d'un ruisseau et en entrant dans la réserve faunique Ashuapmushuan, jusqu'à son embouchure[2].

La rivière à la Loutre se déverse dans un coude de rivière sur rive nord de la rivière Ashuapmushuan à 4,0 km en aval de la confluence de la Petite rivière aux Saumons et en amont du Rapide Pas de Fond. La confluence de la rivière à la Loutre est située à:
- 12,5 km au sud-ouest du centre du village de Saint-Thomas-Didyme;
- 38,4 km au nord-ouest du centre-ville de Saint-Félicien;
- km au nord-ouest de l'embouchure de la rivière Ashuapmushuan[2].

À partir de l’embouchure de la rivière à la Loutre, le courant descend le cours de la rivière Ashuapmushuan sur 58,5 km, puis traverse le lac Saint-Jean vers l'est sur 41,1 km (soit sa pleine longueur), emprunte le cours de la rivière Saguenay via la Petite Décharge sur 172,3 km vers l'est jusqu'à Tadoussac où il conflue avec l’estuaire du Saint-Laurent.

## Toponymie
Le toponyme « rivière à la Loutre » a été officialisé le 5 décembre 1968 à la Banque des noms de lieux de la Commission de toponymie du Québec.